# Cantone di San Mateo
Il cantone di San Mateo è un cantone della Costa Rica facente parte della provincia di Alajuela.
Il confine settentrionale è costituito da Río Jesús María, Río Machuca, Río Agua Agría, Río Calera and Quebrada Zapote. Quebrada Concepción, Río Grande de Tárcoles e Río Machuca costituiscono il confine meridionale. Il Cerro La Lana costituisce il ponto di confine nord-orientale.

## Geografia antropica

### Suddivisioni amministrative
Il cantone è suddiviso in 3 distretti:
- Desmonte
- Jesús María
- San Mateo

## Storia
Il cantone è stato istituito con decreto del 7 agosto 1868.